# Окои (Флорида)
Окои (енгл. Ocoee) град је у америчкој савезној држави Флорида. По попису становништва из 2010. у њему је живело 35.579 становника.

## Демографија
Према попису становништва из 2010. у граду је живело 35.579 становника, што је 11.188 (45,9%) становника више него 2000. године.
| Група             | 2000.          | 2010.          |
| Белци             | 17.909 (73,4%) | 19.086 (53,6%) |
| Афроамериканци    | 1.607 (6,6%)   | 6.238 (17,5%)  |
| Азијати           | 714 (2,9%)     | 1.972 (5,5%)   |
| Хиспаноамериканци | 3.707 (15,2%)  | 7.394 (20,8%)  |
| Укупно            | 24.391         | 35.579         |